# André Dupont (Rosenzüchter)

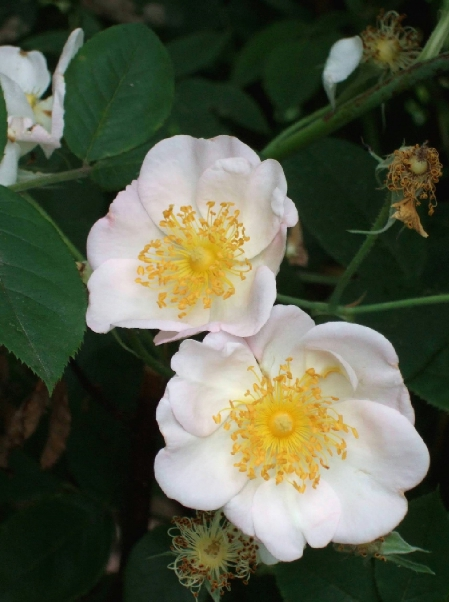
Die nach André Dupont benannte Rosa dupontii

André Dupont (* 2. Mai 1742 in Paris; † 1817 ebenda) war ein französischer Rosenspezialist und Rosenzüchter.

## Leben und Wirken
Über André Dupont kursieren in älteren Quellen einige Falschnachrichten. Das beginnt mit seinem Geburtsjahr und -ort: bis vor kurzem wurde in Anlehnung an Thory angenommen, er wäre 1756 in der Pfalz geboren – nach neueren Forschungen kam er jedoch bereits 1742 in Paris zur Welt.
1785 baute er sich in direkter Nachbarschaft vom Jardin du Luxembourg ein kleines Haus mit einem Garten auf einem Stück Land, das er von den dortigen Kartäusermönchen erworben hatte. Dort begann er Rosen zu sammeln und gilt als erster bekannter großer Sammler von Rosen in Frankreich, noch vor Kaiserin Joséphine.
Da er kein ausgebildeter Gärtner oder Botaniker war, bildete er sich auf eigene Faust mithilfe von Büchern weiter, die er im damaligen Muséum national d’histoire naturelle auslieh. Außerdem suchte er den Kontakt zu Botanikern, Gärtnern und Baumschulen und korrespondierte auch mit Gärtnern anderer Länder.
Ende 1796 begann Dupont am östlichen Rande des Jardin du Luxembourg (an der Rue d'Enfer) einen 6600 Quadratfuß großen Garten anzulegen, in dem er Rosen sammelte und nach Spezies ordnete. Dieser gilt als erste Rosenschule (école de Roses) überhaupt.

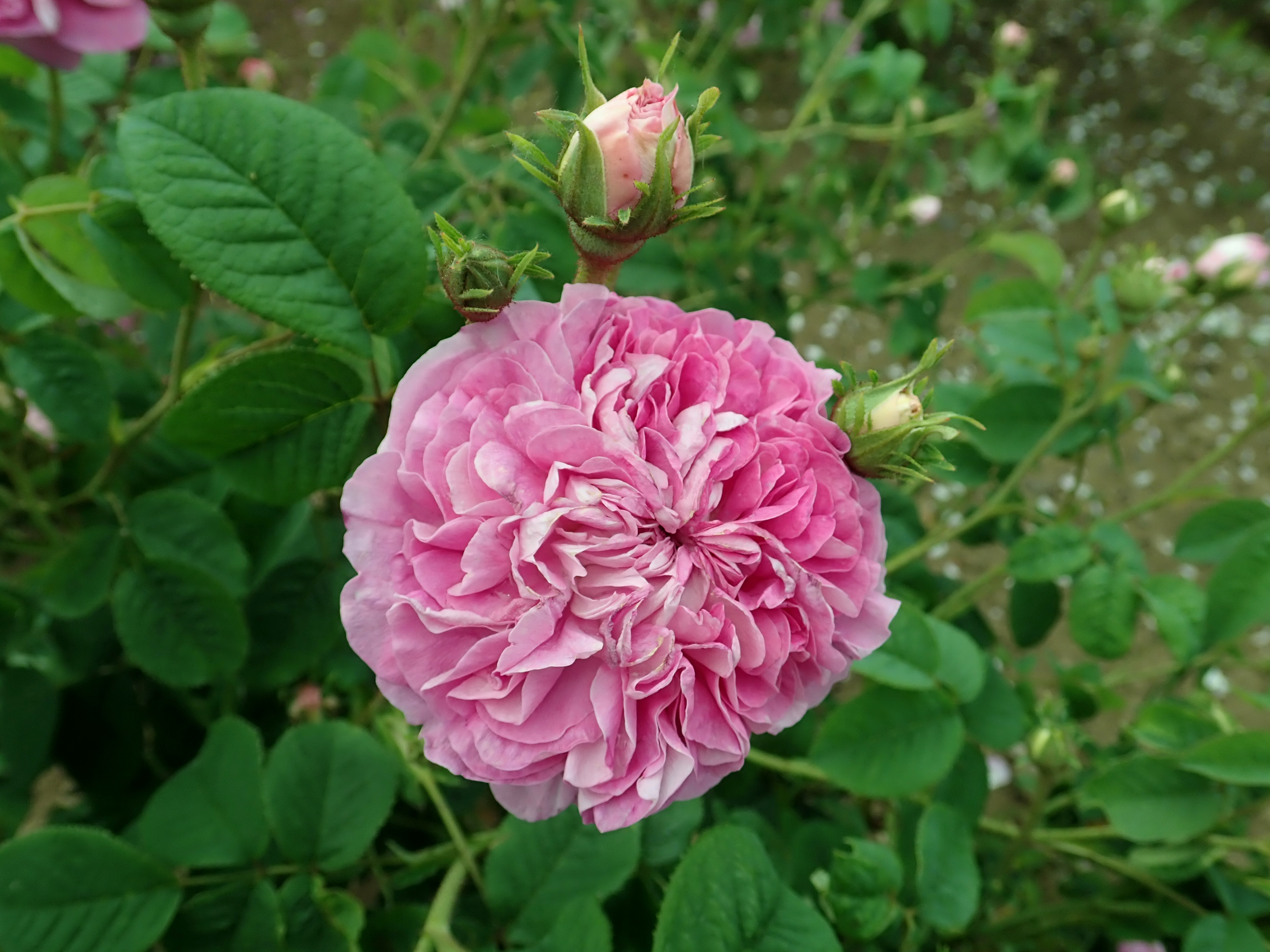
'La Maculée', vor 1810

André Dupont war ein anerkannter Kenner der Rosen seiner Zeit und plante, eine Monografie über Rosen zu schreiben; zu diesem Zweck legte er ein Herbarium an, das mittlerweile in den Archiven des Pariser Muséum d'histoire naturelle wieder aufgefunden wurde. 1803 lieferte er der Botanikschule des Museums zehn Rosenarten, die in deren Sammlung noch fehlten.
Kaiserin Joséphine machte Dupont zu ihrem Hauptlieferanten von Rosensträuchern für ihren eigenen legendären Rosengarten in Malmaison und trug damit zu seinem Nachruhm bei.
Daneben beschäftigte sich Dupont auch mit Rosenzucht und gilt als einer der ersten, die nicht mehr nur Zufallssämlinge aussortierten, sondern bereits künstliche Befruchtung anwendeten. Seine bekannteste Rose ist die nach ihm selbst benannte Rosa dupontii – eine Wildrose (oder wildrosenartige Varietät ?) mit einfachen, purpurrosa überhauchten weißen Blüten. Andere noch bekannte Sorten von Dupont sind: die rosa-weiß melierte Gallica-Rose 'La Maculée', die dunkle, kastanien-purpurne Gallica-Rose 'Superbe en Brun' (auch als 'La Négresse' bekannt), die exquisite rosafarbene Herbst-Damaszener- (oder Portland-)Rose 'Quatre Saison d’Italie'
und eine intensiv pink-farbene Centifolie mit dem merkwürdigen Namen 'Le Rire Niais' („Das einfältige (oder alberne) Lachen“).
Im Dezember 1814, sechs Monate nach Joséphines Tod, übergab Dupont im Austausch gegen eine Pension seine Rosensammlung dem Jardin du Luxembourg. Seine Rosen wurden vor dem Palais du Luxembourg in Form eines französischen Gartens angelegt, der ursprünglich aus etwa 500 Pflanzen bestand, die sich auf zwölf Beete (jeweils etwa 40 Meter mal 1,7 Meter) verteilten und von einem etwa einen Meter hohen olivgrünen Spalier umgeben waren. Duponts Rosen bildeten damit den Grundstock für den größten und berühmtesten Rosengarten des 19. Jahrhunderts, der später durch Julien-Alexandre Hardy, den Chefgärtner des Luxembourg noch erweitert wurde, heute aber nicht mehr existiert.
Dupont starb 1817 als kinderloser Witwer, nicht weit entfernt von „seinen“ Rosen beim Jardin du Luxembourg.
Nach seinem Tode soll Louis Claude Noisette einen Teil von Duponts Rosen übernommen haben.